# Smith & Wesson Model 13

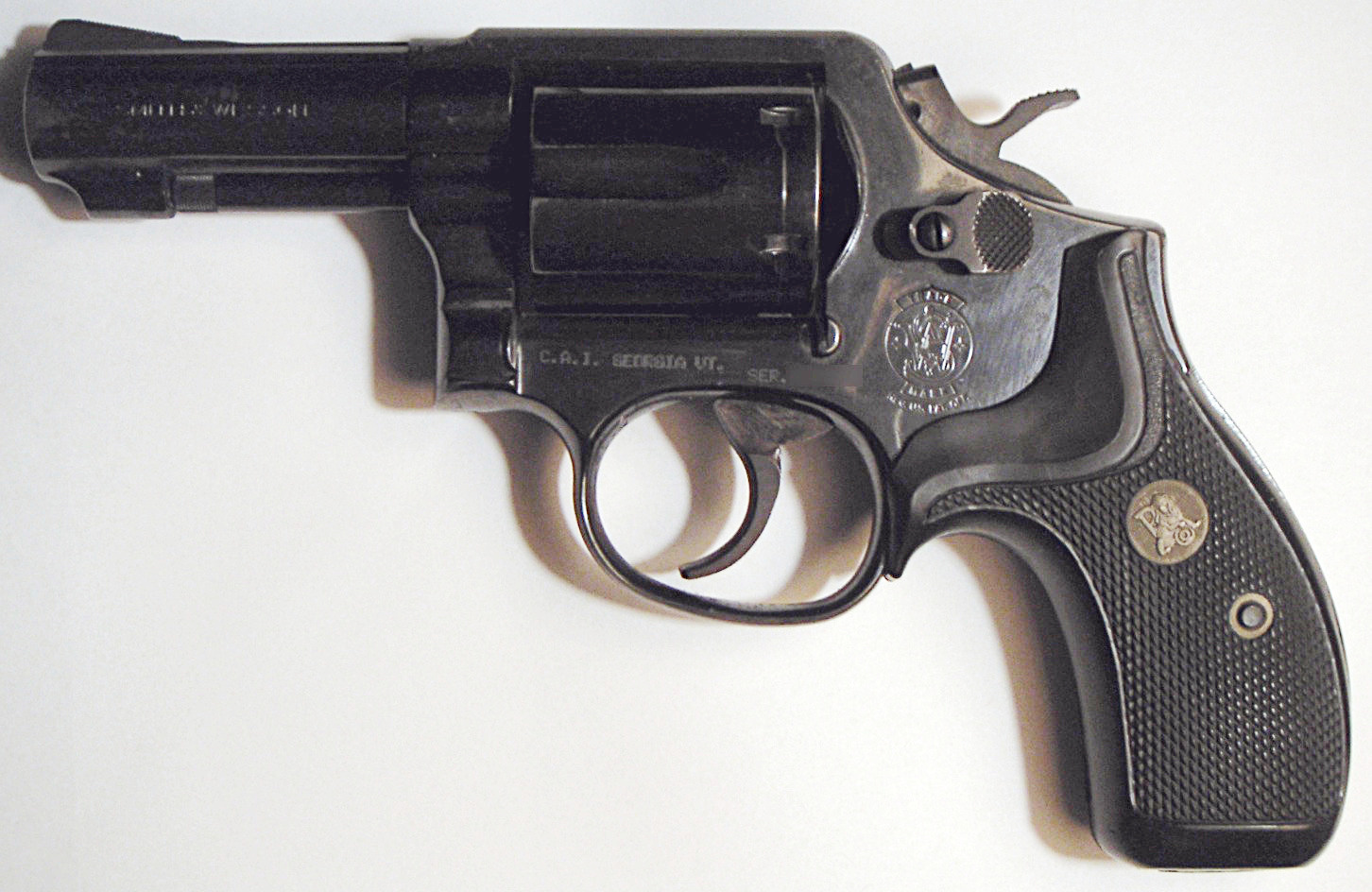
Um S&W Model 13, com cano de 3 polegadas

O Smith & Wesson Model 13 (Military & Police Magnum), é um revólver .357 Magnum, desenvolvido pela Smith & Wesson para uso militar e policial. Ele é baseado no corpo padrão "K-frame", é uma versão .357 Magnum da variante de cano reforçado do Model 10 (de calibre .38 Special), originalmente chamado de "Military & Police" (MP).
O FBI usou o S&W Model 13 com empunhadura arredondada e cano reforçado de 3 polegadas, logo antes de passar a usar pistolas semiautomáticas.